# Cardiopteridaceae
Cardiopteridaceae je čeleď vyšších dvouděložných rostlin z řádu cesmínotvaré (Aquifoliales). Jde o popínavou dřevinu se střídavými jednoduchými listy a pětičetnými květy. Čeleď zahrnuje 43 druhů v 5 rodech a je rozšířená v tropech celého světa.

## Popis
Zástupci čeledi Cardiopteridaceae jsou dřeviny a popínavé byliny se střídavými jednoduchými listy bez palistů. Květy jsou oboupohlavné nebo jednopohlavné (u některých druhů Citronella), nejčastěji 5četné. Tyčinek je obvykle 5 (stejný počet jako korunních lístků). Semeník je svrchní. Plodem je okřídlená samara (Cardiopteris) nebo peckovice (ostatní rody).

## Rozšíření
Čeleď v dnešním pojetí zahrnuje celkem 5 rodů a 43 druhů. Je rozšířena v tropech celého světa s řídkými přesahy do mírnějšího pásma (např. Citronella mucronata v Chile).

## Taxonomie
Čeleď v původním smyslu obsahovala pouze jediný rod, Cardiopteris.
Zbylé 4 rody byly součástí čeledi Icacinaceae, která však byla v roce 2001 shledána parafyletickou a řada rodů byla rozřazena do jiných čeledí.

## Zástupci
- citronela (Citronella)[5]

## Význam
Citronela hrotitá (Citronella mucronata) je krásný okrasný strom snášející i poněkud chladnější zimy a je pěstována např. ve Španělsku.

## Přehled rodů
Cardiopteris, Citronella, Gonocaryum, Leptaulus, Pseudobotrys